# Cabinet de la Thaïlande

Sceau du Cabinet de la Thaïlande.

Le Cabinet de la Thaïlande (thaï : คณะรัฐมนตรีแห่งราชอาณาจักรไทย, RTGS : Khana Rathamontri Haeng Ratcha Anachak Thai, litt. Conseil des ministres du royaume de Thaïlande) désigne le principal organe du pouvoir exécutif du gouvernement de la Thaïlande. 
Le cabinet est composé du premier ministre, de ministres d'État et de vice-ministres (équivalent à la fonction de ministre délégué en France). Ils sont, par principe, députés élus à la Chambre des représentants. 
Sa composition, son fonctionnement et ses attributions sont, pour la première fois, régies par la section 4 de la Constitution de 1932. Celles-ci ont été modifiées à de multiples reprises, sous de multiples constitutions, la dernière étant la Constitution de 2017.

## Cabinet actuel
Le soixante-quatrième cabinet de la Thaïlande est formé le 3 septembre 2024, dirigé par Paethongtarn Shinawatra, élu Première ministre par le Parlement le 16 août de la même année.